# Dekanat kutnohorsko-podiebradzki
Dekanat kutnohorsko-podiebradzki – jeden z 14 dekanatów diecezji hradeckiej w Czechach. Według stanu na styczeń 2016, w jego skład wchodzi 26 parafii. 

## Lista parafii
| Lp. | Miejscowość         | Parafia                                                               | Kościół                                                                                       |
| --- | ------------------- | --------------------------------------------------------------------- | --------------------------------------------------------------------------------------------- |
| 1   | Bohdaneč            | Parafia Zwiastowania Pańskiego                                        | Kościół Zwiastowania Pańskiego w Bohdančy                                                     |
| 2   | Bykáň               | Parafia Wniebowzięcia Najświętszej Maryi Panny                        | Kościół Wniebowzięcia Najświętszej Maryi Panny w Bykáni                                       |
| 3   | Čáslav              | Parafia Świętych Apostołów Piotra i Pawła                             | Kościół Świętych Apostołów Piotra i Pawła w Čáslavi                                           |
| 4   | Červené Janovice    | Parafia św. Marcina, biskupa                                          | Kościół św. Marcina w Červenych Janovicach                                                    |
| 5   | Chotusice           | Parafia św. Wacława                                                   | Kościół św. Wacława w Chotusicach                                                             |
| 6   | Konárovice          | Parafia Podwyższenia Krzyża Świętego                                  | Kościół Podwyższenia Krzyża Świętego w Konárovicach                                           |
| 7   | Kostelní Lhota      | Parafia Wniebowzięcia Najświętszej Maryi Panny                        | Kościół Wniebowzięcia Najświętszej Maryi Panny w Kostelní Lhocie                              |
| 8   | Kovanice            | Parafia św. Wacława, męczennika                                       | Kościół św. Wacława w Kovanicach                                                              |
| 9   | Kutná Hora          | Parafia św. Jakuba Starszego                                          | Kościół św. Jakuba Starszego w Kutnej Horze                                                   |
| 10  | Kutná Hora - Sedlec | Parafia Wniebowzięcia Najświętszej Maryi Panny i św. Jana Chrzciciela | Kościół Wniebowzięcia Najświętszej Maryi Panny i św. Jana Chrzciciela w Kutnej Horze - Sedlcu |
| 11  | Libice nad Cidlinou | Parafia św. Wojciecha, biskupa i męczennika                           | Kościół św. Wojciecha w Libicy nad Cidlinou                                                   |
| 12  | Městec Králové      | Parafia św. Małgorzaty                                                | Kościół św. Małgorzaty w Městcu Králové                                                       |
| 13  | Ohaře               | Parafia św. Jana Nepomucena                                           | Kościół św. Jana Nepomucena w Ohařach                                                         |
| 14  | Pertoltice          | Parafia św. Jerzego                                                   | Kościół św. Jerzego w Pertolticach                                                            |
| 15  | Poděbrady           | Parafia Podwyższenia Krzyża Świętego                                  | Kościół Podwyższenia Krzyża Świętego w Podiebradach                                           |
| 16  | Sány                | Parafia św. Andrzeja Apostoła                                         | Kościół św. Andrzeja Apostoła w Sánach                                                        |
| 17  | Třebonín            | Parafia św. Mateusza Apostoła                                         | Kościół św. Mateusza Apostoła w Třebonínie                                                    |
| 18  | Týnec nad Labem     | Parafia św. Jana Chrzciciela                                          | Kościół św. Jana Chrzciciela w Týncu nad Labem                                                |
| 19  | Vrbice              | Parafia św. Pawła Opata                                               | Kościół św. Pawła Opata w Vrbicy                                                              |
| 20  | Záboří nad Labem    | Parafia św. Prokopa Opata                                             | Kościół św. Prokopa Opata w Záboří nad Labem                                                  |
| 21  | Zbraslavice         | Parafia św. Wawrzyńca                                                 | Kościół św. Wawrzyńca w Zbraslavicach                                                         |
| 22  | Zbyslav             | Parafia Trójcy Przenajświętszej                                       | Kościół Trójcy Przenajświętszej w Zbyslavi                                                    |
| 23  | Zbýšov v Čechách    | Parafia Narodzenia św. Jana Chrzciciela                               | Kościół Narodzenia św. Jana Chrzciciela w Zbýšovie v Čechách                                  |
| 24  | Žehuň               | Parafia św. Gotharda, biskupa                                         | Kościół św. Gotharda w Žehuni                                                                 |
| 25  | Žiželice            | Parafia św. Prokopa Opata                                             | Kościół św. Prokopa Opata w Žiželicach                                                        |
| 26  | Žleby               | Parafia Narodzenia Najświętszej Maryi Panny                           | Kościół Narodzenia Najświętszej Maryi Panny w Žlebach                                         |